# Charnisay
Charnisay était un village canadien situé dans le comté de Gloucester, au nord-est du Nouveau-Brunswick. Le village était situé sur la rive nord de la Grande Rivière Tracadie, à l'ouest de Leech. Il fut nommé en l'honneur de Charles de Menou d'Aulnay, sieur de Charnisay (1604-1650), qui fut gouverneur de l'Acadie de 1647 à sa mort.